# Coronini - Bedina
Coronini - Bedina és una àrea protegida d'interès nacional que correspon a la 4a categoria de la UICN (reserva natural mixta), situada al Banat, al territori del comtat de Caraş-Severin.

## Ubicació
L'espai natural es troba a l'extrem oriental del comtat de Caraş-Severin (a la banda dreta del riu Cerna), prop de la frontera amb el comtat de Mehedinți, al territori administratiu de Băile Herculane i la comuna de Mehadia, a les proximitats immediates de la carretera nacional DN6 que connecta la ciutat de Craiova amb Timisoara.

## Descripció
La reserva natural ha estat declarada espai protegit per la Llei núm. 5, de 6 de març de 2000 (d'aprovació del Pla Nacional d'Ordenació del Territori - Secció III - espais protegits) i té una superfície de 3.864,80 ha. Està inclòs al Parc Nacional Domogled - Valea Cernei, un parc superposat al lloc d'importància comunitària homònima.
L'espai protegit representa un relleu diversificat (coves, penya-segats rocosos, civada, parets calcàries, lapislàtzuli, cascades, zones clau), prats i boscos; amb una especial importància florística, faunística i geològica (amb roques de pedra calcària, gresos i granit).

## Biodiversitat
La reserva natural es va establir amb la finalitat de protegir la biodiversitat i mantenir en un estat favorable de conservació de la flora i la fauna silvestres del grup muntanyós Retezat-Godeanu (muntanyes pertanyents a la cadena dels Carpats del Sud).

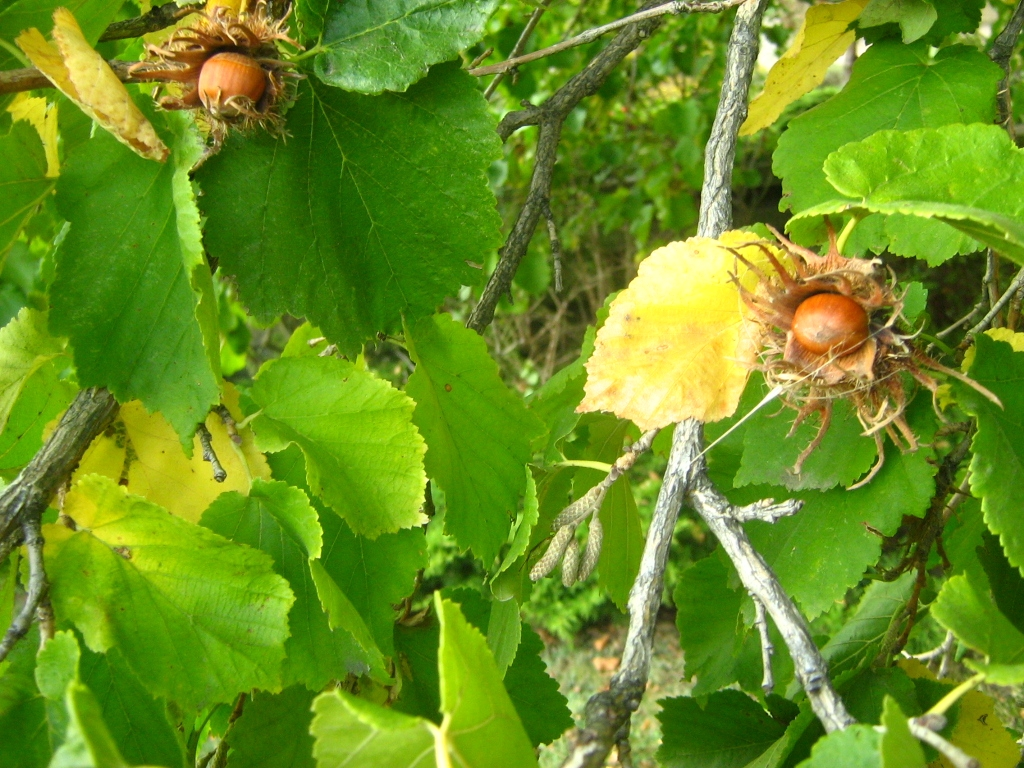
Avellana turca (Corilus colurna), fulles i fruits

La flora de la reserva està formada per arbres i arbustos amb espècies de: faig (Fagus sylvatica), roure (Quercus robur), freixe (Fraxinus excelsior), avet (Abies), teix (Taxus baccata), avet (Picea abies), pi (Pinus sp.), Ginebre (Juniperus communis), avellana (Corylus avellana), avellana turca (Corylus colurna), cirerer turc (Prunus mahaleb), mojdrean (Fraxinus ornus), carpe (Carpinus orientalis), nabiu (Vaccinium vitis-idae).), nabiu (Vaccinium myrtillus L.), carpe (Ruscus hypoglossum), escuma (Cotinus coggygria).
Al nivell de les herbes hi ha diverses rareses florístiques (de prat i roca); entre els quals: clavell nan (Dianthus nardiformis), encens (Viola joói), lliri de la vall (Convallaria majalis), gripau groc (Crocus flavus), iris de muntanya (Iris graminea) o peix espasa (Gladiolus imbricatus).
La fauna està representada per una gamma diversa d'espècies; alguns dels quals estan protegits a nivell europeu o a la Llista Vermella de la UICN.

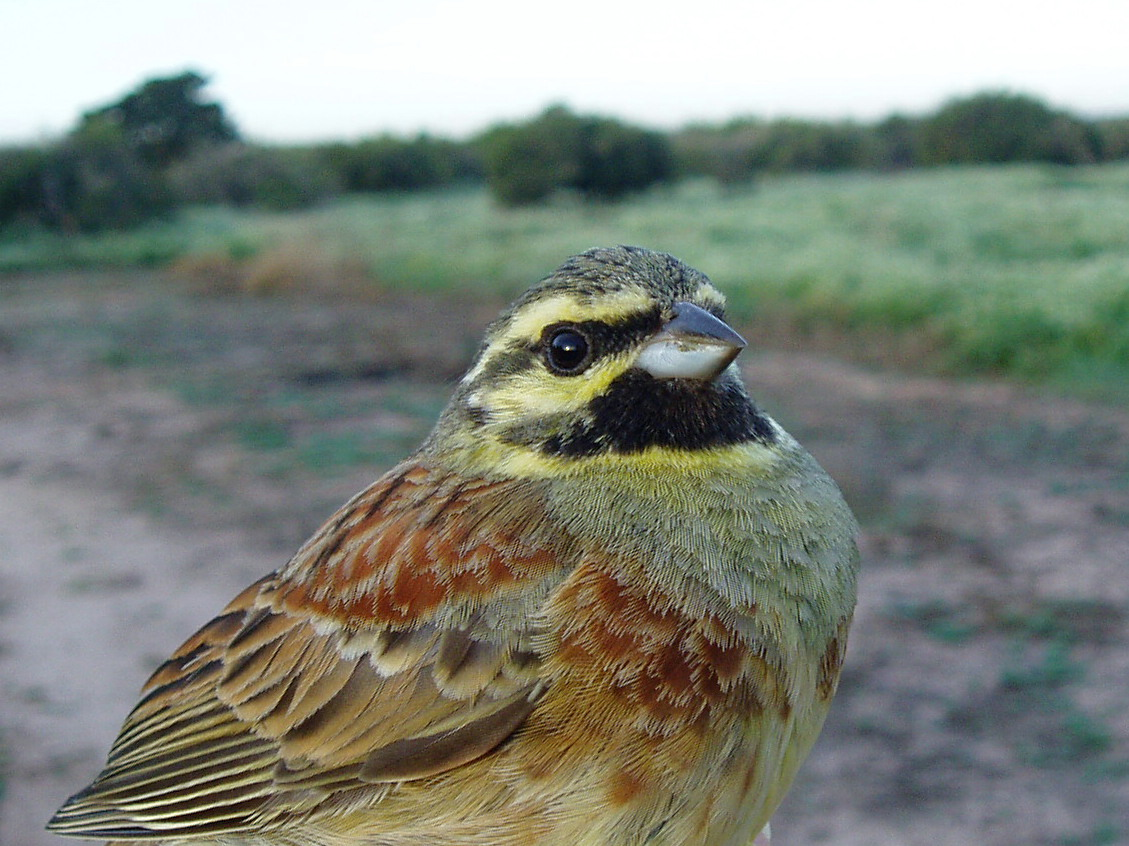
Pressió de la barba (Emberiza cirlus)

Espècies de mamífers: ós bru (Ursus arctos), llop (Canis lupus), guineu (Vulpes vulpes crucigera), linx (Lynx lynx), llúdriga (Lutra lutra), senglar (Sus scrofa) maó lila (Myotis emarginatus), ratpenat de ferradura (Myotis Bechstein), ratpenat de ferradura de Blasius (ferradura Blasii) ratpenat mediterrani (ferradura Eury), ratpenat de ferradura menor (Rhinolophus hipposideros) ratpenat comú (Myotis myotis), ratpenat d'orelles de ratolí (Myotis blythii).
Ocells: oreneta de roca (Hirundo rupestris), corb comú (Corvus corax), serp (Circaetus gallicus), oreneta vermella (Hirundo daurica), roca del Banat (Oeananthe hispanica), voltor barbut (Emberiza cirlus).
Rèptils i amfibis: tortuga (Testudo hermanni), ivori de panxa groga (Bombina variegata), tortuga verda (Bufo viridis), granota verda (Hyla arborea), granota vermella- del bosc (Rana dalmatina).

## Vies d'accés
- Carretera nacional (DN67) - Băile Herculane - Mehadia

## Monuments i atraccions turístiques
Als voltants de la reserva natural hi ha diversos objectius d'interès històric, cultural i turístic; com:
- L'església "Canvi de cara" de Băile Herculane, construïda al segle XIX, monument històric.
- L'Església Catòlica Romana “St. Maria” de Băile Herculane, construït el 1838, monument històric.
- Jaciment arqueològic de Mehadia (assentaments de: sec. II - IV pàg. Chr., Edat romana; sec. XI - XIII, període altmedieval).
- Jaciment Arqueològic de Coronini (assentaments atribuïts als períodes: Edat Medieval, Edat de Migracions, Període de Transició a l'Edat del Bronze).
- Reserves naturals de Iardașița, Iauna - Craiova, Râpa Neagră i Valea Greațca.